# Ana Tiscornia
Ana Tiscornia (Montevideo, 1951) es una artista visual, curadora, docente, investigadora y editora de arte uruguaya. Desde 1991 reside en Estados Unidos, donde ejerce la docencia en la Universidad Estatal de Nueva York. Su obra se distingue por la manipulación de objetos cotidianos en esculturas y collages. Ha exhibido su propio trabajo, así como comisariado exposiciones de otros artistas, en Estados Unidos, Europa y América Latina. Ha representado a Uruguay en bienales internacionales, como las de Lima y La Habana. Su obra está presente en el Museo Nacional de Artes Visuales así como en galerías y colecciones públicas y privadas. 

## Reseña biográfica
Ana Tiscornia nace en Montevideo, en 1951. Estudia en la Facultad de Arquitectura de la Universidad de la República y luego en el Club de Grabado de Montevideo, en el taller de Guillermo Fernández. Participa en las actividades del Club, del que llega a ser Secretaria General hasta su renuncia en 1988, momento de crisis ante la cual Tiscornia y Nelbia Romero planteaban una renovación técnica y disciplinar.
Por esa época comienza a viajar al exterior, primero a la Bienal de La Habana, donde participa como artista, y luego a París con una beca, tras ganar el Premio Paul Cézzane. 
Trabajó durante más de 15 años en un estudio de arquitectura, hasta que deja el país en 1991, para trasladarse a Nueva York, donde se convierte en una figura importante en la comunidad de artistas latinoamericanos radicados en la ciudad.
Actualmente se desempeña como profesora emérita en el SUNY College de la Universidad Estatal de Nueva York, en Old Westbury. También es editora de arte de la publicación Point of Contact, distribuido por la Syracuse University Press. Además de dictar clases, escribe libros, artículos y ensayos. Su trayectoria artística se da en paralelo con el trabajo curatorial.

## Producción artística
Tiscornia ha trabajado en distintos lenguajes y técnicas: pintura, escultura, instalaciones, fotografía y grabado. Habitualmente utiliza materiales tradicionales combinados con objetos cotidianos, como muebles y herramientas. Su obra frecuentemente toca cuestiones como la espacialidad urbana, la subjetividad posmoderna en las ciudades y la identidad.

## Exposiciones destacadas
Como artista:
- Enseguida Vuelvo II, Museo Departamental Juan Manuel Blanes, Montevideo, Uruguay; 1994
- Camuflajes y Olvidos, Cabildo, Archivo Histórico, Montevido, Uruguay; 1996
- Camuflajes y olvidos II, Instituto Cultural Iberoamericano, ICI, Buenos Aires, Argentina; 1997
- It was the end of the afternoon, instalación en Natural Histories exhibition, Smack Mellon, Brooklyn, New York, Estados Unidos; 1999
- Citas y abreviaturas, Teorética, San José, Costa Rica; 2000
- On Sites and Cites, Grayson Gallery, Woodstock, Vermont, Estados Unidos
- Paréntesis en la ciudad, San Juan, Puerto Rico
- Tránsitos y Estaciones, instalación en Entre líneas, La Casa Encendida, Madrid

Como curadora:
- La Guerra que no hemos visto, Museo de Arte Moderno de Bogotá, 2009 y Museo de Antioquia en Medellín, 2010
- Reflexiones en el campo de la producción del arte contemporáneo y la problemática de género (en colaboración con Patricia Bentancur), Centro Cultural de España, Montevideo, Uruguay, 2005
- Una mirada desde el Sur / A Gaze from the South, Uruguayan Artists 1986 - 1999 (en colaboración con Rimer Cardillo), Uruguayan Cultural Center New York; Escuela Nueva, Juan Manuel Echavarria, UP&CO Gallery, New York, 1999

## Premios
- 1986, Premio Honorario de la II Bienal Havana
- 1987, Premio Paul Cezanne
- 2000, Beca Fundación Pollock Krasner
- 2004, New York Foundation for the Arts Fellowship
- 2022, Premio Konex Mercosur